# Tim Meadows
Pour les articles homonymes, voir Meadows.
Timothy Meadows est un acteur et scénariste américain né le 5 février 1961 à Highland Park, Michigan (États-Unis).

## Biographie
Il a eu deux enfants avec Michelle Taylor auquel il est resté marié de 1997 à 2005. Il est principalement connu pour avoir joué le rôle de M. Duvall dans Lolita malgré moi et Lolita malgré moi 2.

## Filmographie

### Comme acteur
- 1993 : Coneheads de Steve Barron : Athletic Cone
- 1993 : Wayne's World 2 : Sammy Davis, Jr.
- 1994 : It's Pat : KVIB-FM Station Manager
- 1999 : Olive, the Other Reindeer (TV) : Richard Stands (voix)
- 2000 : Un homme à femmes (The Ladies Man) de Reginald Hudlin : Leon Phelps
- 2000 : The Michael Richards Show (série télévisée) : Kevin Blakeley
- 2001 : Une vie en trois jours (Three Days) (TV) : Lionel
- 2002 : Leap of Faith (série télévisée) : Lucas
- 2003 : The 'Even Stevens' Movie (TV) : Miles McDermott
- 2003 : Wasabi Tuna (en) de Lee Friedlander : Dave
- 2003 : Nobody Knows Anything! : Cashier
- 2004 : Lolita malgré moi (Mean Girls) : Mr. Duvall
- 2004 : The Cookout de Lance Rivera : Leroy
- 2006 : La Revanche des losers (The Benchwarmers) : Wayne
- 2007 : Walk Hard: The Dewey Cox Story : Sam McPherson
- 2007-2009 : The Bill Engvall Show : Paul Dufrayne
- 2011 : Lolita malgré moi 2 : Principal Ron Duvall
- 2011 : Jack et Julie (Jack and Jill) : l'employé de bureau
- 2013 : Copains pour toujours 2 (Grown Ups 2) : Malcolm
- 2015 : The Spoils Before Dying
- 2017 : Brooklyn Nine-Nine : Caleb, le codétenu cannibale de Jake Peralta[1]
- 2020 : Hubie Halloween de Steven Brill
- 2023 : Dream Scenario de Kristoffer Borgli : Brett
- 2024 : Mean Girls : Lolita malgré moi d'Arturo Perez Jr. et Samantha Jayne : M. Duvall
- 2025 : Golden de Michel Gondry

### Comme scénariste
- 2000 : Un homme à femmes (The Ladies Man) de Reginald Hudlin